# Maria Caterina di Sant'Agostino
Maria Caterina di Sant'Agostino, al secolo Catherine Simon de Longpré (Saint-Sauveur-le-Vicomte, 3 maggio 1632 – Québec, 8 maggio 1668), è stata una religiosa francese delle Canonichesse Regolari Ospedaliere della Misericordia di Gesù.

## Biografia
Nata da un'agiata famiglia borghese, nel 1644 abbracciò la vita religiosa tra le Agostiniane Ospedaliere di Bayeux e nel 1648 emise la sua professione dei voti perpetui a Nantes.
Lasciò il suo monastero nel 1639 per stabilire, con due consorelle, una comunità in Canada: partecipò alla fondazione dell'Hôtel-Dieu di Québec, il più antico ospedale dell'America settentrionale.
Morì di tubercolosi.
È stata proclamata beata da papa Giovanni Paolo II il 23 aprile 1989: la sua memoria è celebrata l'8 maggio.